# No Bros
No Bros ist eine österreichische Hardrock-Band aus Innsbruck, die mit Titeln wie Heavy Metal Party, Be My Friend und Hey You zu Beginn der 1980er Jahre großen Erfolg hatte.

## Bandgeschichte

### 1974–1979: Die Gründungsjahre
Im Jahr 1974 gründeten Klaus Schubert und Michael Außerhofer in Tirol die Band Target, welche sich gegen Ende der 1970er Jahre unter Beteiligung von Nikolaus Opperer, Freddy Gigele und Franz Heumader zu No Bros wandelte.
Im Rahmen eines Live-Auftrittes in Pinkafeld gab es 1979 eine schicksalhafte Begegnung mit dem ORF-Radiomoderator Gotthard Rieger. Er wurde Freund und Manager der Band mit dem Ziel, den heimischen Hard Rock in Österreich zu etablieren. Noch 1979 wurde im ORF-Landesstudio Tirol eine erste Studioaufnahme gemacht.

### 1980–1984: Der Durchbruch
Durch die Verbindung mit dem einflussreichen ORF-Mann Gotthard Rieger hatten No Bros weitaus mehr Entwicklungschancen als andere österreichische Hardrock-Bands wie z. B. Blind Petition. Dies zog der Band so manche Abneigung zu. Besonders die Feindschaft zwischen Blind Petition und No Bros wurde legendär.
Im Jahr 1981 erschien die erste Single Good morning Sir / Reggae. Der Durchbruch gelang schließlich 1982 mit der Veröffentlichung des Live-Albums Heavy Metal Party. Angespornt vom Erfolg nahm No Bros noch im gleichen Jahr in Köln das Studioalbum Ready For The Action auf, dessen Qualität jedoch in keiner Weise an die Vorgänger-LP heranreichte. Dafür wurde die Singleauskoppelung Be My Friend zum größten Erfolg der Band. Die Nachfolgesingle Hey you (1983) ging bereits mehr oder weniger unter.
Nach ausgedehnten Tourneen zusammen mit Bands wie Motörhead und Uriah Heep kam es zu Streitereien und Franz Heumader wurde durch Harry Gschösser ersetzt.
Mit dieser Besetzung wurde das Album Our Own Way aufgenommen. Sänger Freddy Gigele tat sich erstmals sehr deutlich als Songwriter hervor. Die Singleauskoppelung Friends will keep together (Außerhofer) – wohl gedacht als (männliches) Sauflied – wurde zum Misserfolg.

### 1985–1986: Der Zusammenbruch
Kurz nach der Veröffentlichung des Albums Our Own Way eskalierte der Streit zwischen Freddy Gigele und Klaus Schubert, weshalb das Projekt No Bros vorerst zerbrach: Problematisch erschien vor allem der Umstand, dass sich Manager Gotthard Rieger (ORF) distanzierte.
Freddy Gigele und Michael Außerhofer starteten Solo-Projekte, Harry Gschösser ging in die Vereinigten Staaten um der Band Racer X beizutreten.
Die verbleibenden Mitglieder Klaus Schubert und Nik Opperer führten die Band mit Studiomusikern weiter und mit dem schottischen Sänger Joe Francis Hamilton wurde 1986 noch das Album Cavalry of Evil aufgenommen.
Nach der Versöhnung mit Gotthard Rieger konnte die Band nun wieder mit der Unterstützung des ORF rechnen. Die dort beworbene Single So hard to see wurde dennoch zum totalen Misserfolg.
Nach einem Abschlusskonzert mit Unterstützung des ehemaligen U8-Frontmanns Lem Enzinger wurde es ruhig um No Bros.

### 1986–2004: getrennte Wege
In den Jahren nach der Auflösung spielten die einzelnen Mitglieder bei anderen Bands. So war etwa Franz Heumader mit der Gruppe Poor Boys unterwegs, während Klaus Schubert, Nik Opperer und Lem Enzinger gemeinsam als Schubert auftraten.
Für No-Bros-Fans gab es in dieser Zeit eine Reihe von Best-of-Alben.

### 2005–2017: Das Comeback
Im Jahr 2005 beschlossen die ehemaligen Gründungsmitglieder, ein Reunion-Konzert zu geben. Nur Freddy Gigele war nicht dabei und wurde durch Lem Enzinger ersetzt. Weitere Auftritte bei Open-Air-Konzerten und Festivals führten zu dem Entschluss, ein neues Album aufzunehmen. Im Juli 2006 wurde Hungry For The Good Times veröffentlicht. Im Herbst desselben Jahres wurde The Party So Far I (Limited Best Of Fan-Edition) nachgereicht. Remixes, Originale und ausgewählte Nummern aus den verschiedenen Side-Projects der Musiker komplettierten diese CD. In typischer Heavy Metal Party Manier wurde 2007 eine kleine Österreich-Tour absolviert. Im Frühjahr 2008 gab Gründungsmitglied Nik P. Opperer aus beruflichen Gründen seinen Rücktritt bekannt. Als Nachfolger wurde Andi Brunner präsentiert, der als ausgezeichneter Virtuose auf dem Keyboard galt. Nach einigen Live-Acts mit der neuen Besetzung folgte eine künstlerische Pause. Mastermind Klaus Schubert (Klaus Schuberts Blues Bunnies) und Franz Heumader (Sugardaddy-Band) konzentrierten sich 2009 auf ihre Side-Projects. Im April 2010 wurde die CD The Party So Far II (Rare Cuts Fan-Edit) veröffentlicht.
Am 6. Dezember 2013 spielte Klaus Schubert im Congress Innsbruck die No-Bros-Klassiker mit Musikern von Deep Purple, Rainbow, Black Sabbath, Saxon, Krokus und Whitesnake.

### 2018 und 2019: Aufsplittung
Mitte 2018 trennte sich Freddy Gigele wieder von der Band, statt ihm wurde Walter Stuefer als Leadsänger ins Boot geholt. Die Band rund um Klaus Schubert arbeitete anlässlich des Jubiläums 45 Jahre No Bros an einem neuen Album.
Gleichzeitig formierte Freddy Gigele eine Band mit dem Namen No Bros featuring Freddy Gigele.
Klaus Schuberts No Bros trat am 31. August 2019 mit dem neuen Album Export of Hell und zusammen mit Uriah Heep im Rathaussaal in Telfs auf.
Freddy Gigeles No Bros trat unter dem Motto The Legend Returns am 7. November 2019 im Wiener Metropol auf.

### 2024 – 50 Jahre No Bros
- Das Album Klaus Schubert: 50 Years in Rock erschien beim Label No Bros Music in Innsbruck.[10]
- Das No-Bros-Album Export of Hell (2019) erschien in Neuauflage als limitierte Venyl-Sonderedition.
- Das Jubiläumskonzert in Telfs/Tirol wurde auf 2025 verschoben.

## Diskografie
- 1981: Good Morning Sir (Single)
- 1982: Heavy Metal Party (LP/MC)
- 1982: Ready For The Action (LP/MC)
- 1982: Be My Friend (Single)
- 1983: Our Own Way (LP/MC)
- 1983: Hey You (Single)
- 1983: Princess Of My Town (Single)
- 1983: Friends Will Keep Together (Single)
- 1984: Heavy Metal Party (limited edition Single)
- 1986: Cavalry Of Evil (LP/MC)
- 1986: Lady Of The Tower (Promo Single)
- 1986: So Hard To See (Single)
- 1993: Nothing But Crumbs (CD)
- 1996: Rough and Rare (CD)
- 2001: The Greatest & The Rarest (CD)
- 2005: Mighty And More (EP)
- 2006: Hungry For The Good Times (CD)
- 2006: The Party So Far I (Limited Best Of Fan-Edition) (CD)
- 2010: The Party So Far II (Rare Cuts Fan-Edit) (CD)[12]
- 2016: Metal Marines
- 2019: Export of Hell